# Música coral

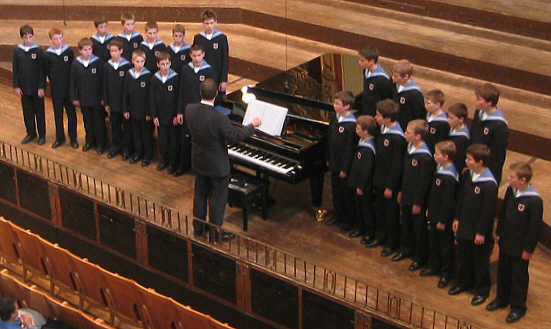
El Wiener Sängerknaben durante un concierto en el Musikverein de Viena.

La música coral es una forma de música vocal en la que los intérpretes cantan agrupados en coros. Las composiciones, arreglos, e improvisaciones de este tipo son interpretados a capela o con acompañamiento instrumental, y pueden recurrir a intervenciones de cantantes solistas y conjuntos instrumentales. 
El canto coral puede ser tan antiguo como la música misma, por lo que la definición de música coral no es restrictiva de ninguna forma específica. En la actualidad se conocen una gran diversidad de tradiciones populares de música coral, como las salomas, los negro spiritual, el canto orfeónico y los cuartetos barbershop. Sin embargo, al día de hoy la forma de canto coral más extendida es la que se inscribe en la tradición de la música clásica occidental, donde los coros realizan una interpretación propia de obras musicales escritas por un sistema de notación musical. En esta práctica, que es enseñada en los conservatorios y ejecutada en las salas de conciertos, el papel de un director de coro con formación específica en la materia cobra especial relevancia para guiar a los coreutas en la interpretación. Lo que demanda, además, un tiempo de trabajo tal que justifica la institucionalización de la agrupación coral. Es así que universidades, iglesias, institutos y asociaciones de todo el mundo cuentan con coros, y si bien pueden o no interpretar repertorio de música clásica, mantienen en todos los casos las convenciones mencionadas. 
La música clásica -y particularmente la música religiosa- cultivó por siglos géneros total o parcialmente corales como el canto gregoriano, las misas, los motetes, los madrigales, los oratorios, las cantatas y las sinfonías corales, entre muchos otros. Algunos de los más grandes compositores de esta tradición, entre los que se cuentan Palestrina, Monteverdi, Handel, Bach, Mozart, Beethoven, Mendelssohn, Brahms y Stravinsky, dedicaron varias de sus obras cumbre a la música coral. 

## Caracterización
En el canto coral clásico, los cantantes suelen ser agrupados en diferentes voces según su tesitura, o rango vocal, por lo que aún en una agrupación de 60 coreutas puede darse el caso de que haya únicamente cuatro voces. El motete Spem in alium de Thomas Tallis es famoso por su extravagancia al ser compuesto para 40 voces independientes a capela. Aunque existe una gran variedad al respecto, la composición de coros más habitual es la llamada SATB, que divide a los cantantes en las voces soprano, alto, tenor y bajo. 
La música coral emplea diferentes texturas musicales, incluso dentro de una misma obra. Caben destacar:
- La monofonía, con varias voces cantando la misma melodía (ej., los cantos gregorianos).
- La melodía acompañada, donde una voz o voces cantan la melodía y el resto realiza el acompañamiento. Puede contarse con un solista que cumpla la primera función.
- La homofonía, donde las voces siguen el mismo patrón rítmico, pudiendo emplear una cierta estructura armónica (ej., los corales barrocos).
- Finalmente, la polifonía, que se produce cuando dos o más voces son independientes las unas de las otras, o se responden en una dinámica llamada contrapunto (ej. las fugas corales).

Existen varias clasificaciones para las agrupaciones corales, además de la ya mencionada por tipos de voces. La etiqueta de coro mixto se reserva a aquellos conjuntos que abarcan todas las tesituras, diferenciándose de los coros femeninos, masculinos y de niños. Suele distinguirse además entre el coro de cámara, de 5 a 20 integrantes, y el coro polifónico que excede el último número. Esta última clasificación a veces se superpone con la que distingue entre los coros profesionales, donde existen mayores exigencias de excelencia y por ende de formación para sus integrantes, y los coros amateur, donde la música cumple una función recreativa y cultural en sentido amplio.

## Historia
Varias sociedades han desarrollado géneros vocales a lo largo de la historia ,y los distintos tipos de fuentes permiten a los historiadores de la actualidad reconstruir prácticas musicales de tiempos remotos. Sin embargo, la música en sí es inaccesible para nosotros a menos que contemos con algún sistema descifrable de notación musical. Y si bien ha sido posible reconstruir composiciones musicales del Antiguo Egipto, la Antigua Mesopotamia y la Antigua China, estas tradiciones no parecen haber cultivado formas corales, como sí de voz sola. Sabemos en cambio que en la Antigua Grecia varias composiciones líricas estaban destinadas a coros de hasta decenas de integrantes, principalmente en las tragedias y las comedias. Esta práctica fue continuada en el teatro latino.

### Edad Media
Durante la Alta Edad Media, con la institucionalización del cristianismo, se conformó la diferenciación tajante entre la música sacra, compuesta en contextos religiosos para ser empleada en la liturgia cristiana y la música profana destinada a ámbitos seculares como la corte, los teatros y cualquier espacio de reunión no religioso. Toda la música europea conservada hasta el siglo IX es monofónica, tradición en la que se inscriben los cantos litúrgicos ambrosiano, mozárabe y, principalmente, el gregoriano. Esta forma suele ser denominada de modo genérico como canto llano.
Desde el siglo XII, no obstante, comenzó a gestarse una escuela de teorización y composición polifónica en el norte de la actual Francia. Los compositores y tratadistas de la escuela de Notre-Dame y la escuela borgoñona desarrollaron géneros como el organum, el discanto, el canon y el motete. A partir de las subsecuentes evoluciones de estas formas, el salto cualitativo que implicó el paso de la monofonía a la polifonía en la música sacra comenzó a delinear los elementos primigenios de la tradición de música clásica europea.
Los testimonios de la época nos hacen saber que en las iglesias no cantaban mujeres; las voces blancas (niños) y los falsetistas tomaban su lugar. Las ilustraciones nos muestran pequeños grupos cantando apiñados alrededor de un libro manuscrito. Sin embargo, con la llegada de la imprenta en el siglo XVI se hace posible reproducir y difundir obras de música en una magnitud desconocida hasta entonces.

### Renacimiento
En el Renacimiento aparecieron nuevas formas de música coral, que tomaron temas melódicos (cantus firmus) para realizar arreglos polifónicos de la misa católica. Algunos de los himnos más usados durante la Edad Media y el Renacimiento fueron Pange lingua y Ave maris stella. Más tarde, esta técnica evolucionó hacia la forma de la misa paráfrasis, y ya en el siglo XVI a la misa parodia, que notablemente empleaba canciones profanas como L'homme armé. Estas se encontraban en los carnavales y en las cortes y salones de los aristócratas de la época. 
El primer polo de influencia para la música coral renacentista vino de maestros franco-flamencos como Guillaume Dufay, Antoine Brumel, Johannes Ockeghem,  Josquin des Près y Orlande de Lassus. Desde el Flandes y la corte de Borgoña llegan sus innovaciones a una Italia que se estaba convirtiendo en el centro de los movimientos políticos, culturales y económicos de la Europa del Renacimiento.

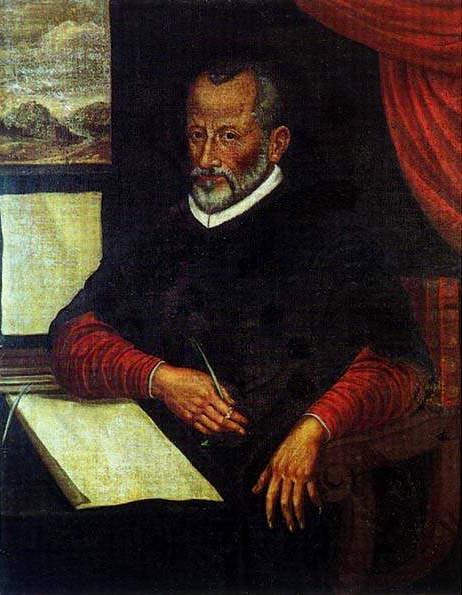
Giovanni Perluigi da Palestrina (1525-1594).

Entre los estados italianos de la época, fue la corte papal la que hospedó y patrocinó a varios de los compositores mejor reputados. Sin embargo, las tensiones desencadenadas por la Reforma Protestante acabaron por alcanzar a la música. El Concilio de Trento consideró que las complejas polifonías de los flamencos, cada vez más cromáticas y disonantes, habrían desviado la atención del texto religioso. Esto llevó a que la Iglesia, entre otras disposiciones, desalentara la composición de misas parodia y llegase a discutir la adopción de la homofonía como nueva norma para la composición sacra.  
Aunque el hecho fue exagerado por narrativas posteriores (como la ópera Palestrina de Hans Pfitzner), no debe dejar de destacarse la labor de los compositores que buscaron "salvar" la polifonía estandarizando un estilo más claro y limpio que el precedente. Con centro en la Cappella Giulia de la Basílica de San Pedro, la escuela romana tuvo entre sus grandes exponentes a Giovanni Animuccia, Giovanni Pierluigi da Palestrina, Tomás Luis de Victoria, Felice Anerio, Francesco Soriano y Gregorio Allegri. De estos, el más influyente sería con mucha diferencia Palestrina, cuya obra (notablemente su Missa Papae Marcelli) llegaría a ser considerada el modelo del stile antico durante siglos, gracias al trabajo de difusión realizado por tratadistas barrocos como Johann Joseph Fux. 
La música profana también abrazó el estilo polifónico durante el Renacimiento, pero con menos restricciones que la religiosa para buscar nuevos recursos e innovaciones. Uno de los desarrollos más interesantes es el que realizaron los madrigalistas al musicalizar poemas en italiano y crear figuras musicales que subordinen la música al texto. La disonancia, los ornamentos, el cromatismo y hasta el microtonalismo son sólo algunos de los elementos que desplegaron compositores como Orlande de Lassus, Carlo Gesualdo, Luca Marenzio y Luzzasco Luzzaschi en el madrigal, convirtiendo a éste en el género privilegiado para la experimentación compositiva. La corte de los Este en Ferrara fue sede del Concerto delle donne, un grupo de damas expertas en música que realizó en el contexto de la "musica reservata" del duque una serie regular de conciertos de cámara para una audiencia privada. Su trabajo cautivó e inspiró a varios músicos que compusieron obras para ser interpretadas por el grupo de damas. Así, mientras el resto de Italia realizaba una transición hacia la seconda pratica característica del Barroco, en Ferrara emergieron otras nuevas formas corales que no siempre hallaron continuidad, pero que serían retomadas siglos más tarde. 
Otro centro musical importante fue la escuela veneciana nucleada en la Basílica de San Marcos. Allí, compositores como Adrian Willaert y Giovanni Gabrieli desarrollaron el estilo policoral realizando interpretaciones a dos coros contrapuestos, con voces escritas específicamente para ser ejecutadas por instrumentos. Esto fue el comienzo del concerto barroco, que daría sus mayores frutos en la música instrumental.
Por otra parte, documentos como el Cancionero de Uppsala o el Cancionero del Palacio nos permiten conocer en detalle la música profana que se practicaba en la corte de Castilla, destacando los villancicos, los romances y las ensaladas. 

### Barroco
La transición al Barroco suele datarse a partir de los desarrollos de la Camerata Florentina, que impulsaron el stile nuovo a inicios del siglo XVII. Los nuevos géneros vocales del Barroco temprano, como la ópera, los oratorios y las cantatas de cámara, daban primacía a la monodía acompañada del bajo continuo para el lucimiento de los cantantes solistas, empleando mayormente coros homofónicos y antífonales.  
Mientras en Italia la tradición polifónica era relegada a entornos religiosos específicos y entraba en una fase de estancamiento, al otro lado de los Alpes mostró un mayor dinamismo en la obra de compositores alemanes. Hans Leo Hassler, Heinrich Schütz y Michael Praetorius importaron desde Venecia los avances del stile concertato, sintetizándolos con los del madrigalismo y la escuela romana. Esto dio lugar al concerto sacro (geitsliches Konzert) luego popularizado por Johann Hermann Schein, Samuel Scheidt y Franz Tunder. Si al principio se musicalizaban textos bíblicos, con el avance del protestantismo se fue haciendo más usual la práctica de emplear corales luteranos, del mismo modo en que obras católicas partían de cantos gregorianos. Ya las primeras cantatas de Johann Sebastian Bach dan muestra de esta nueva forma que consistió el concerto coral, como Christ lag in Todes Banden. Con todo, la música coral requería de cierta estabilidad institucional, y dependía de un flujo de recursos que resultó muy menguado durante la guerra de los Treinta Años. Hubo que esperar hasta fines del siglo XVII para que los estados de Europa Central pudieran volver a auspiciar grandes proyectos musicales como los ciclos de cantatas religiosas y los oratorios con coros. 
En cierta forma, la actividad coral pudo alcanzar nuevas cuotas de brillantez y complejidad con base en los avances hechos en la música instrumental, y en particular la escuela de órgano alemana del norte. Jan Pieterszoon Sweelinck y sus continuadores (Scheidemann, Scheidt, Tunder, Reincken, Böhm) alcanzaron fama de grandes virtuosos del órgano y el clave, y perfeccionaron ampliamente el arte del contrapunto. Las complejas cantatas, motetes y arreglos litúrgicos de Dietrich Buxtehude consisten una primera culminación de esta tradición. También compositores de Italia y el sur de Alemania como Alessandro Stradella, Bernardo Pasquini, Alessandro Scarlatti, Johann Pachelbel y Antonio Vivaldi compusieron obras corales de gran valor, aunque de menor complejidad que las de sus contemporáneos del norte. 
Estos trabajos fueron una influencia fundamental para los grandes maestros alemanes del Barroco tardío: Johann Sebastian Bach, Georg Friedrich Händel, Georg Philip Telemann, Jan Dismas Zelenka y Christoph Graupner, entre otros. Sus obras corales comprenden complejas fugas contrapuntísticas y elaboradas fantasías corales que llevan la polifonía a su punto más alto. Posiblemente influidos por la teoría de los afectos musicales, popular en la época, estos compositores solieron emplear recursos específicos de la ópera y el oratorio para exhaltar las pasiones religiosas a través de la música vocal. La mayor parte de la obra de Bach es sacra, y de ella cabe destacar su gran Missa en si menor, sus dos pasiones (Matthaus-Passion y Johannes-Passion), su Magníficat, sus seis motetes y sus doscientas cantatas religiosas. En la obra de Handel sobresalen sus oratorios barrocos: Saul, Israel in Egypt y, principalmente, Messiah.
Al tiempo que Handel triunfaba en Inglaterra, y que Bach era relegado en la consideración de sus contemporáneos por su estilo anticuado, en Europa Continental se imponía el estilo galante. Se trataba de una estética que proponía una vuelta a la melodía y a texturas armónicas más simples y estructuradas, que acabaría desembocando en el clasicismo. Este estilo produjo trabajos corales muy famosos en su época como los oratorios de Johann Adolf Hasse, Johann Heinrich Rolle, Carl Heinrich Graun (Der Tod Jesu), el propio Handel (Samsun, Judas Maccabaeus) y Carl Philipp Emanuel Bach (Die Auferstehung und Himmelfahrt Jesu), así como las cantatas tardías de Telemann, o el Requiem de Niccolò Jommelli. 

### Clasicismo
El Clasicismo no sólo aporta la victoria de la armonía sobre el contrapunto; también aporta una renovación de la orquesta que influirá a su vez en el repertorio coral con acompañamiento orquestal. Hacia 1740 aparece la orquesta moderna en Mannheim. La orquesta moderna le será necesaria pocos años más tarde a los compositores para desarrollar el oratorio del siglo XIX.
Paralelamente, el estilo barroco, alambicado y complejo, es reemplazado por el estilo rococó. Ejemplo del estilo rococó del clasicismo temprano, son las misas que Wolfgang Amadeus Mozart compuso en Salzburgo para el Príncipe Arzobispo, como la Misa de la Coronación (Krönungsmesse).
Con el declive del contrapunto, en ese período la fuga coral pierde interés pero no vigencia: se encuentran aún fugas corales en el Laudate Pueri del Vesperae solennes de confessore y en el Kyrie del Requiem, ambos de Mozart, así como en La creación de Haydn.
La ópera del siglo XVIII es una gran fuente de repertorio coral durante este período. Podemos citar el coro de los sacerdotes de La flauta mágica (Die Zauberflöte) de Mozart, o los coros de Orfeo y Eurídice de Gluck.
Al comenzar el Romanticismo, los géneros ya están estabilizados: el canto coral florece en el motete, el oratorio, la ópera y sus hermanas menores, la zarzuela, el Singspiel y la opereta. 

### Romanticismo
El Romanticismo fue un movimiento cultural y político que se originó en la actual Alemania a finales del siglo XVIII como una reacción al racionalismo ilustrado y al clasicismo imperante en las artes. Los románticos buscaron privilegiar en su arte la apelación al sentimiento y al espíritu, en una era marcada por cambios revolucionarios y una superación de la tradición. Se desarrolló fundamentalmente en la primera mitad del siglo XIX, extendiéndose desde Alemania a Inglaterra, Francia, Italia, España, Rusia, Polonia, Estados Unidos y las recién nacidas repúblicas hispanoamericanas.
La música deja en este período de emanar de las corte de los aristócratas para volcarse hacia los salones de los burgueses, en las salas de conciertos y en las óperas estatales. Los músicos ya no son empleados de príncipes y nobles, sino cuentapropistas que componen para editores y frecuentan los salones artísticos. Sus clientes son a veces sociedades corales cuyos miembros cantan en coros; algunos de ellos son exclusivamente masculinos y para ellos componen compositores como Anton Bruckner. 
Durante el Romanticismo, la música vocal tuvo un gran reconocimiento, aunque hoy sea menos recordada que las obras instrumentales del mismo período (como las sinfonías y concertos de Beethoven y Brahms). En verdad, varios de los hitos musicales del siglo fueron obras vocales sacras como el Stabat Mater de Rossini, la Messe solenelle de Sainte-Cécile de Gounod, el Ein Deutsches Requiem de Brahms, el Requiem de Verdi, el Stabat Mater de Dvorak y el Te Deum de Bruckner. La Missa Solemnis de Beethoven y el Requiem de Berlioz destacan menos por su éxito en escenarios o catedrales que por su valor musical, de gran influencia para desarrollos posteriores. 
Cabe destacar el importante papel cumplido en la promoción del repertorio coral por el compositor y director de orquesta Felix Mendelssohn. Con sus conocidas interpretaciones de la Pasión según San Mateo y de la cantata Gottes Zeit ist die allerbeste Zeit en 1829, el alemán rescató a Bach del olvido y lo convirtió en una referencia ineludible. Esta empresa continuó durante su estadía como director de la Gewandhausorchester de Leipzig, y culminaría con la formación de la Bach Gesellschaft en 1850. Por otra parte, el mismo Mendelssohn retomó el oratorio allí donde Handel lo había dejado, estrenando en Inglaterra sus Paulus y Elijah con enorme éxito. Así, el oratorio se convirtió nuevamente en un género de prestigio y vehículo de innovación para las nuevas generaciones de románticos, entre los que destacaron Schumann (Das Paradies und die Peri), Berlioz (La Damnation de Faust), Liszt (Christus) y Gounod (La Rédemption). 
La ópera romántica también aporta contribuciones importantes al repertorio coral. Pueden citarse los coros de las óperas de Richard Wagner, sobre todo Tannhäuser, Die Meistersinger von Nürnberg y Parsifal, o de los italianos Giuseppe Verdi (Nabucco, Aida) y Pietro Mascagni (Cavalleria rusticana). El Borís Godunov de Modest Músorgski destaca por dar al coro el papel del pueblo protagonista en la ópera.
Con todo, la mayor parte de la producción coral de la época es para coros de cámara de tres o cuatro voces, donde sobresalen los maestros alemanes y austríacos: Mendelssohn, Brahms, Bruckner, Schumann, etc. La temática de los coros de cámara del Romanticismo es variada: religiosa (los Marienlieder de Brahms), la naturaleza (el Jagdlied de Mendelssohn), nacionalista (Der Deutscher Rhein de Schumann), colorista (Zigeunerlieder de Brahms). La letra a la que ponen música los compositores es un fiel reflejo de su época. 

### Género sinfónico-coral
A fines del siglo XIX solieron componerse sinfonías con coros, principalmente de la mano de Mahler: la Sinfonía n.º 2 y la Sinfonía n.º 8 De los mil.
De éstas, la Novena Sinfonía de Beethoven no es sino un distante precursor. Debido entre otras cosas a dos fenómenos.
- En primer lugar, los coros con acompañamiento orquestal tienen cada vez más coreutas en escena, porque la orquesta romántica misma evoluciona y debe hacerse contrapeso a una orquesta sinfónica cada vez más grande. Por ejemplo, en la orquesta beethoveniana las maderas (flauta, oboe, clarinete y fagot) están duplicadas y no existe el contralto o el sopranino del instrumento; mientras que en las partituras de fin de siglo las maderas son habitualmente cuadruplicadas, y a las flautas acompaña el flautín, al oboe el corno inglés, al clarinete el requinto o el clarinete bajo, al fagot el contrafagot.
- En segundo lugar, nos quedan testimonios de las quejas de Berlioz y Wagner sobre la paupérrima calidad de sus coreutas en la primera mitad del siglo; a medida que las sociedades de conciertos se organizan y la vida musical pasa a ser una actividad cada vez más profesional, la calidad de los cantantes mejora. Esa mejora va acompañada con un aumento en la altura del diapasón, con un aumento en las dificultades técnicas (lectura y ejecución por igual), y en la extensión de voz exigida a los cantantes. Amedida que pasa el tiempo, menos gente es capaz de cantar las obras contemporáneas.

## ElsigloXX
La música clásica del siglo XX estuvo marcada por el advenimiento del modernismo musical, representado por influyentes compositores como Aleksandr Skriabin, Claude Debussy, Maurice Ravel, Arnold Schönberg, Ígor Stravinski, Bela Bartók, Alban Berg, Paul Hindemith, Dmitri Shostakóvich y Olivier Messiaen. Los modernistas confrontaron abiertamente con la tradición introduciendo varias novedades como el intercambio modal, el cromatismo, la politonalidad, la polirritmia y las filas de tonos. Sin embargo, la música coral fue poco cultivada por estos compositores y sus seguidores, y cuando la abarcaron fue desde enfoques más conservadores. Es así que las grandes obras corales producidas hasta mediados del siglo XX presentaron una mayor mezcla de técnicas del tardorrománticismo y el neoclásicismo que de las vanguardistas, destacándose Las vísperas de Rajmáninov, la Sinfonía de los Salmos de Stravinski, la cantata Carmina Burana de Orff, el Requiem de Duruflé y el Gloria de Poulenc. Los géneros de música coral a capela pudieron, sin embargo, ofrecer un mejor campo de experimentación para compositores como Zoltán Kodály, Benjamin Britten (Hymn to St. Cecilia) y Francis Poulenc (Messe en sol majeur, Figure Humaine), quienes supieron explotar varias facetas de la composición coral.
El panorama musical comenzó a cambiar a partir de la posguerra. Stravinsky y Britten compusieron grandes trabajos corales de carácter sumamente vanguardista, constituyendo la grabación del War Requiem del segundo el mayor éxito comercial para una obra coral sinfónica hasta ese entonces. El novedoso serialismo de Pierre Boulez y Karlheinz Stockhausen brindó renovada inspiración a las nuevas generaciones de vanguardistas como Penderecki (Passio et Mors Domini Nostri Jesu Christi Secundum Lucam) y Ligeti (Requiem), así como el estonio Arvo Pärt.
Por otra parte, a lo largo del siglo fue produciéndose un redescubrimiento de las músicas folclóricas y religiosas del mundo. Ralph Vaughan Williams y Gustav Holst dedicaron gran parte de su actividad como compositores a recopilar canciones y formas del folk británico, en vistas a incorporarlas al repertorio coral inglés. Trabajos similares se realizaron en torno a la música tradicional húngara (Zoltán Kodály, Béla Bartók), la música brasileña (Heitor Villa-Lobos), el folklore ugrofinés (Veljo Tormis), la música hispanoamericana y el negro spiritual. Sobre este último, cabe señalar la gran calidad de los arreglos que Robert Shaw y Alice Parker realizaron para revitalizar el género, y que pese a su dificultad técnica, han suscitado el entusiasmo de todos los directores de coro, pasando a convertirse en parte del repertorio universal. Estas músicas aportan recursos técnicos que habían sido poco cultivados en la música coral erudita: la polirritmia; el uso de ruidos como susurros, chasquidos de lengua y palmas; un mayor uso del ritmo; escalas distintas de la diatónica, como la escala pentatónica; o bien el regreso de los modos antiguos.
En Hispanoamérica sobresalen la Misa criolla y la Navidad Nuestra compuestas por el argentino Ariel Ramírez y difundidas como un manifiesto musical del Segundo Concilio Vaticano, que apuntaba a una articulación del mensaje católico con las culturas populares de los diferentes países no europeos. Precisamente, la obra de Ramírez es típica de la síntesis de géneros y formaciones corales del siglo: un coro y una orquesta clásica de cámara alternan con instrumentos de la Argentina para cantar melodías de origen popular pero armonizadas con las mismas reglas de la armonía que se aprenden en los conservatorios.

### La versión históricamente informada
Paralelamente a los desarrollos de la música coral popular y contemporánea, el siglo XX atestiguó un boom de la interpretación de música histórica, de la mano del movimiento de la versión históricamente informada. Músicas antiguas, medievales, del renacimiento y del barroco comenzaron a ser interpretadas en mucha mayor medida que en el pasado, lo cual rescató del olvido a compositores como Antonio Vivaldi, Henry Purcell, Marc-Antoine Charpentier, Claudio Monteverdi, Heinrich Schütz, Carlo Gesualdo y Georg Philipp Telemann, entre muchos otros. Desde entonces, proliferan como nunca antes coros abocados a la interpretación de obras de períodos y compositores específicos, fenómeno que sólo era familiar hasta entonces para la obra de Johann Sebastian Bach. Algunos de los grupos corales que han destacado en este campo son el Coro Monteverdi de John Gardiner, el Collegium Vocale Gent de Philippe Herreweghe, la Academy of Ancient Music de Christopher Hogwood, The Tallis Scholars de Peter Philips y Hespèrion XX de Jordi Savall.
A fines del siglo XX también se ha revalorizado la música barroca compuesta por compositores criollos o europeos residentes en América, como el italiano Domenico Zipoli.

### Nuevos desarrollos del fin de siglo
Por otra parte, el fin de siglo vio surgir un interés por la música inspirada en temas espirituales, al calor del boom de la cultura new age. Esto llevó a una nueva valorización de la música sacra coral, que catapultó a varios compositores a un éxito comercial sin precedentes.
Alejándose del serialismo modernista, varios compositores buscaron inspiración en la espiritualidad religiosa para componer música coral en un estilo más simple, haciendo un gran uso de los silencios y las texturas para generar una atmósfera contemplativa. La búsqueda de simplicidad mediada por la fe le valió a músicos como Arvo Pärt, Henryk Górecki y John Tavener la etiqueta de minimalistas sacros. Aunque efectiva desde el punto de comercial, la asociación no dejó de ser problemática y solió ser rechazada por estos compositores. Si bien sus obras son tonales, incorporan un gran abanico de recursos para generar armonías complejas, y no se aferran en demasía a los esquemas repetitivos característicos de la corriente minimalista norteamericana. Esto es especialmente evidente en la obra de Pärt, considerado el máximo referente y el responsable de devolver al repertorio coral a un lugar de prestigio dentro de la música académica. Obras para coro y orquesta como su Berliner Messe o a capela como el Magnificat se encuentran entre las más destacadas del tránsito al siglo XXI. Por estos y otros trabajos, Pärt llegó a ser el compositor contemporáneo más interpretado entre 2012 y 2018, y de nuevo en 2023.
El "minimalismo sacro" llegó a convertirse en un denominador común para referirse a varios compositores de Europa del Este que, escapando a la censura soviética, cultivaron música con pretensiones contemplativas. Además de Pärt, Gorecki y Tavener, otros compositores que suelen incluirse en la corriente son Giya Kancheli, Peteris Vasks y Valentin Silvestrov. A veces se suma a Einojuhani Rautavaara en este grupo. Décadas más tarde, nuevas generaciones de compositores continuaron explorando estas vías incorporando elementos neorrománticos y un intensivo uso de clústeres, aunque sin plegarse exclusivamente a la música religiosa. Desde 1989, Morten Lauridsen, James Mulholland, Karl Jenkins, Eric Whitacre, David Lang, Ēriks Ešenvalds, Ola Gjeilo, Daniel Elder, Paweł Łukaszewski, Paul Mealor, Kim André Arnesen, Jake Runestad y Pärt Uusberg emergieron como protagonistas de estos desarrollos corales del nuevo siglo. 
Por otra parte, contamos con un abanico más amplio de compositores contemporáneos que renovaron los géneros corales por vías más cercanas a nuevas formas de modernismo, como Krzysztof Penderecki, Veljo Tormis, Alfred Schnittke, Sofia Gubaidulina, John Rutter, Pēteris Plakidis, James MacMillan, Steven Sametz, Zane Randall Stroope, Thierry Machuel, Bob Chilcott, Judith Bingham y Caroline Shaw.